# Ulrich-Kaserne
Die Ulrich-Kaserne in Kleinaitingen (Bayern) ist eine Liegenschaft der Bundeswehr.

## Lage
Die Kaserne liegt zwischen Augsburg und Landsberg am Lech im Kleinaitinger Ortsteil „Lechfeld-Nord“ an der Abfahrt Oberottmarshausen der hier kreuzungsfrei ausgebauten Bundesstraße 17. Vier Kilometer südlich befindet sich der Fliegerhorst Lechfeld mit der daran angrenzenden Lechfeld-Kaserne.

## Namensgebung
Die Kaserne wurde am 8. Oktober 1960 eingeweiht und wurde anfangs als Lechfeld-Nord bezeichnet. Ihren heutigen Namen Ulrich-Kaserne erhielt sie am 10. Juli 1964. Mit dem Namen soll an den heiligen Bischof Ulrich von Augsburg erinnert werden, der im Jahr 955 in der Schlacht auf dem Lechfeld die Ungarn besiegte.

## Dienststellen
Folgende Dienststellen sind oder waren in der Kaserne stationiert:
aktuell:
- Zentrum Elektronischer Kampf Fliegende Waffensysteme (seit 2002)
- Fachschule der Bundeswehr für Informationstechnik, Teil des Ausbildungszentrums CIR
- Kraftfahrausbildungszentrum Kleinaitingen (seit 2002)
- Jugendoffizier Augsburg
- Kalibrierzentrum der Bundeswehr Regionallabor 5 (seit 2016)
- Kalibrierzentrum der Bundeswehr Mobile Kalibriergruppe luftwaffentechnische Mess- und Prüfmittel (seit 2016)
- Materialtrupp Unterbringung Außenstelle Kleinaitingen
- Post- und Verteilerstelle Kleinaitingen
- Regionalstab Territoriale Aufgaben der Bundeswehr Süd
- Verband der Reservisten der Bundeswehr Lagerlechfeld

historisch:
- 3./Flugabwehrraketengeschwader 22 (1988–1993)
- 3./Flugabwehrraketengruppe 22 (1993–2012)
- 4./Flugabwehrraketengeschwader 22 (1988–1993)
- 4./Flugabwehrraketengruppe 22 (1993–2012)
- IV./Technische Schule der Luftwaffe 2 (1956–1994)
- Fachschule der Luftwaffe für Datenverarbeitung (1985–2000)
- Fernmeldeabteilung 61 (1980–1989, Reste zu Fernmeldesektor 61)
- Fernmeldelehr- und Versuchsabteilung 61 (1957–1961; Umgliederung in FmLVsuRgt 61)
- Fernmeldelehr- und Versuchsregiment 61 (1961–1980; Reste zu FmAbt 61)
- Fernmeldesektor 124 (1989–2009)
- Fernmeldesektor 61 (1989–2002)
- Kalibrierzentrum der Bundeswehr – Teile Lagerlechfeld Verstärkungspersonal Regionallabor V Lagerlechfeld (2008–2016)
- Landeskommando Bayern – Teile Kleinaitingen (2007–2013)
- Luftwaffensanitätsstaffel Fernmeldeabteilung 61 (teilaktiv)
- Luftwaffensicherungsstaffel 510012 (Geräteeinheit; 1982–1994)
- Rechenzentrum der Luftwaffe „EIFEL“ Lechfeld (Elektronisches Informations- und Führungssystem für die Einsatzbereitschaft der Luftwaffe)
- Sanitätszentrum Untermeitingen – Teileinheiten Kleinaitingen
- Zentralstelle für Bedrohungs-Anpassung von Elektronischem Kampfführungsgerät fliegender Waffensysteme der Luftwaffe und Marine (1980–1982)